# 福山市立遺芳丘小学校
福山市立遺芳丘小学校（ふくやましりつ いほうがおかしょうがっこう）は、広島県福山市に所在する公立小学校。福山市立今津小学校と福山市立東村小学校が合併して2020年4月にできた小学校である。今津小学校のあった場所に位置する。
校訓は、幸動（こうどう）、協働（きょうどう）、創造（そうぞう）である。

## 沿革
- 2020年（令和2年）
  - 4月1日 - 開校。
  - 4月6日 - 開校式挙行[1]し、校旗が三好福山市教育長から橋本遺芳丘小学校長へ授与された。